# Irreemplazable
Irreemplazable – album amerykańskiej piosenkarki rhythm and bluesowej Beyoncé Knowles. Składa się z utworów hiszpańskojęzycznych oraz spanglishowych. Oryginalnie wydany został jako dysk bonusowy edycji deluxe B’Day. 28 sierpnia 2007 roku ukazał się jako album indywidualny w Stanach Zjednoczonych. W tym samym okresie wydane zostało CD/DVD, dostępne wyłącznie w Wal-Martach. DVD zawiera dokument zza kulis zatytułowany „La Evolución Latina de Beyoncé”, a także teledysk do remiksu Timbalanda „Get Me Bodied” z udziałem Voltio.

## Lista utworów
1. „Amor Gitano” (z Alejandro Fernándezem) (B. Knowles, J. Flores, R. Barba) – 3:48
2. „Listen (Oye)” (B. Knowles, H. Krieger, S. Cutler, A. Preven, R. Perez) – 3:41
3. „Irreplaceable (Irreemplazable)” (B. Knowles, M. S. Eriksen, T. E. Hermansen, E. Lind, A. Bjørklund, S. Smith, R. Perez) – 3:48
4. „Beautiful Liar (Bello Embustero)” (B. Knowles, M. S. Eriksen, T. E. Hermansen, A. Ghost, I. Dench, R. Perez) – 3:20
5. „Beautiful Liar” (remiks z Shakirą) (remixed by Shakira) – 3:01
6. „Beautiful Liar” (remiks z Sashą / Beyoncé) – 3:21
7. „Irreplaceable (Irreemplazable)” (remiks Rudy’ego Pereza) – 3:51
8. „Get Me Bodied” (remiks Timbalanda z Voltio) (B. Knowles, S. Knowles, K. Dean, S. Garrett, Makeba, A. Beyince) – 6:14

## Pozycje na listach i certyfikaty
| Lista (2007)             | Najwyższa pozycja | Sprzedaż | Certyfikat |
| ------------------------ | ----------------- | -------- | ---------- |
| U.S. Billboard 200       | 105               | 50 000+  | –          |
| Latin Pop Albums         | 2                 | –        | –          |
| Top Latin Albums         | 3                 | –        | –          |
| Top R&B/Hip-Hop Albums   | 41                | –        | –          |
| Greek IFPI Singles Chart | 1                 | 25 000+  | Srebro     |
| Świat                    | –                 | 100 000+ | –          |

## Personel
CD
- producent wykonawczy: Beyoncé Knowles & Mathew Knowles
- A&R: Max Gousse, Mathew Knowles, Juli Knapp, April Baldwin, Aaron Brougher
- marketing: Quincy S. Jackson
- menedżer: Mathew Knowles

DVD
- producent wykonawczy: Beyoncé Knowles & Mathew Knowles
- producent: Jake Cohl
- montaż: Ed Burke & Peter WJ Miller
- fotografia: Max Vadukul
- dyrekcja artystyczna i projekty: Fusako Chubachi & Erwin Gorostiza